# Dictature des colonels
1967–1974
Entités précédentes :
- Royaume de Grèce

Entités suivantes :
- Troisième République (Grèce)

La dictature des colonels (grec moderne : Δικτατορία των Συνταγματαρχών) est le nom donné au pouvoir politique en place en Grèce du 21 avril 1967 au 24 juillet 1974. Elle est parfois aussi appelée dictature du 21 avril (Δικτατορία της 21ης Απριλίου). Après octobre 1967, elle est parfois simplement évoquée avec le terme de « junte » (χούντα) ou « junte des colonels » (Χούντα των Συνταγματαρχών).
Cette dictature est issue du coup d'État d'avril 1967 mené par Geórgios Papadópoulos.
Elle provoqua l’exil du roi Constantin II, monté sur le trône en 1964.

## Les origines
Durant cette période, la vie politique grecque est fortement polarisée, avec une droite peu libérale et très nationaliste, et une gauche volontiers marxiste-léniniste mais pas forcément alignée sur le bloc de l'Est avec lequel la Grèce a une frontière directe, fortifiée et électrifiée ; la guerre froide sévit, et de plus, le pays a aussi des relations tendues avec son voisin turc, membre de l’OTAN lui aussi, mais très hostile aux Grecs et opposé à l’Énosis chypriote. L’état-major de l’armée est marqué à droite, avec une idéologie autoritariste, anti-turque et anticommuniste héritée de la guerre civile grecque.
Une partie de l’électorat craint une nouvelle guerre civile et, en 1963, les élections législatives sont remportées par l’Union du centre de Georges Papandréou, vieux routier de la scène politique grecque, qui a été ministre de l’Éducation du gouvernement d'Elefthérios Venizélos, opposant à la dictature de Metaxas, puis chef du gouvernement en exil du roi Georges II, à Alexandrie en 1944.
Fort de sa victoire (53 % des voix), Papandréou décide d’épurer l’armée, et notamment l’état-major.

## Une vie politique instable

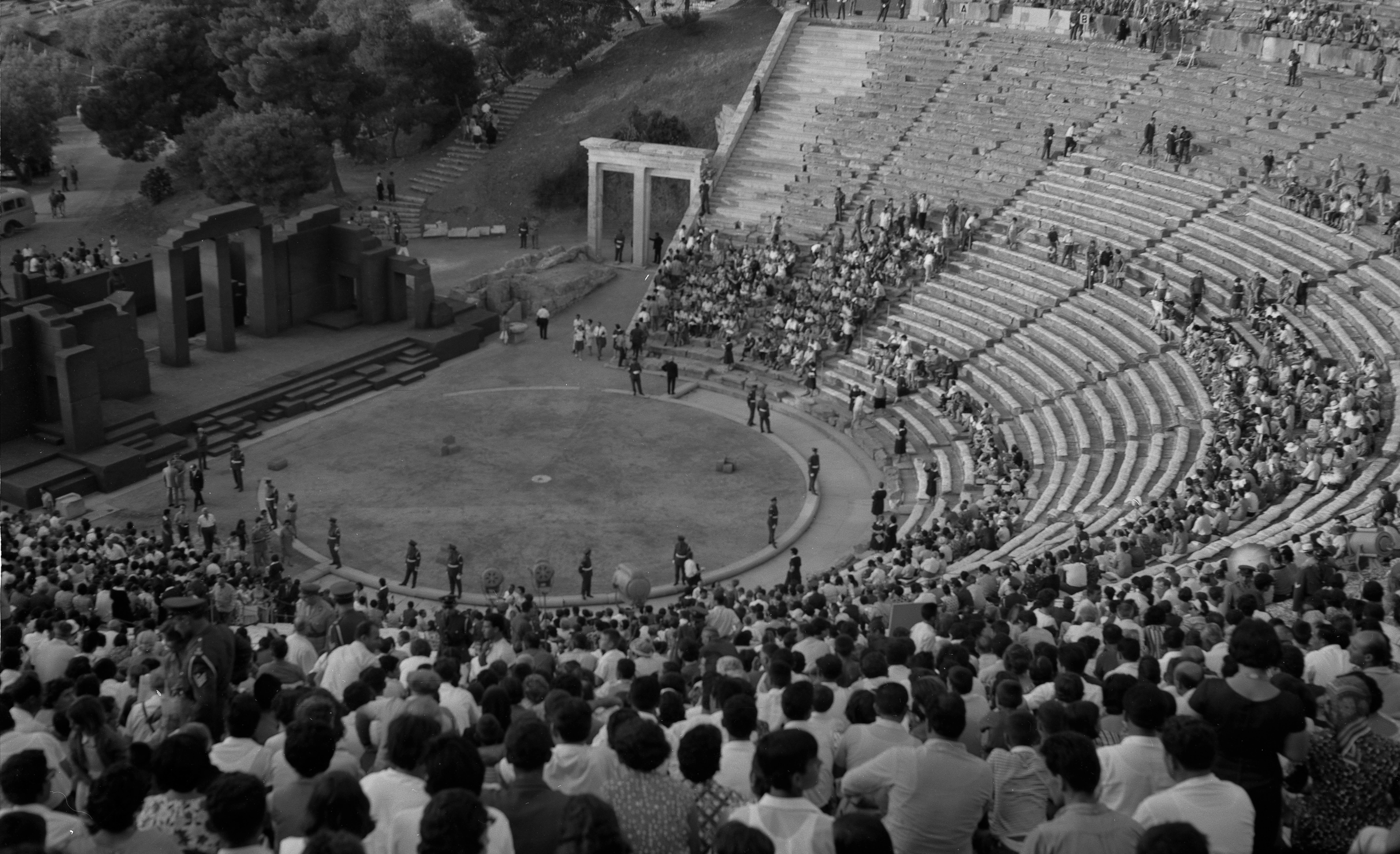
Théâtre d'Épidaure. Photo prise en juillet 1965 avant une représentation. Des militaires entourent la scène et parcourent les gradins.

En juillet 1965, le jeune roi Constantin II pousse Geórgios Papandréou à la démission, sous la pression de l’état-major de l’armée, après la tentative du Premier ministre de se placer à la tête du ministère de la Défense.
Ce renversement de l'Union du centre (EKE) fut possible parce que plusieurs membres du parti de Georges Papandréou, dont Konstantínos Mitsotákis et Stéfanos Stefanópoulos, firent sécession. On parla d’« apostasie », avec un nombre considérable des nouveaux élus qui cherchaient à exercer le pouvoir pour leur propre compte. On assista alors à toute une série de gouvernements plus ou moins éphémères entre juillet 1965 et avril 1967.
Papandréou et Panagiótis Kanellópoulos, dirigeants de l’EKE et de l’Union nationale radicale (ERE, parti jusque-là majoritaire), tentèrent de trouver un accord pour sortir de la crise qui menaçait de se prolonger : l’idée était de former un gouvernement qui expédierait les affaires courantes et organiserait de nouvelles élections.
Cette solution ne put être mise en place à cause du coup d’État des colonels.

## Le coup d’État des colonels
La monarchie est alors soutenue par les États-Unis, bien qu’elle n’ait pas su moderniser le pays. Sur le plan économique, la Grèce est encore un pays pauvre, exportateur de main d’œuvre et dont les élites intellectuelles s’exilent. Des troubles se développent devant le refus du roi de confier le pouvoir à la gauche.
Dans ce contexte survient le coup d'État des colonels, le 21 avril 1967. Des officiers emmenés par le colonel Geórgios Papadópoulos prennent le contrôle avec leurs régiments de la capitale Athènes. Ils font arrêter les principales personnalités politiques et obligent le roi à suspendre la constitution.
Un gouvernement constitué d'officiers et dirigé par le colonel Papadópoulos est ensuite mis en place. En décembre 1967, le roi Constantin II tente de reprendre la main par un contre-coup d’État avec le soutien de généraux démocrates. Son échec l’oblige à s’exiler avec sa famille à Rome,.
La monarchie grecque demeure cependant jusqu’en 1973 la forme officielle de l’État, les dirigeants successifs de la junte s’attribuant le titre de régents.
En 1968, une nouvelle Constitution est mise en place, modifiée en 1973. Le 29 juillet 1973, le régime organise un référendum qui aboutit à l’abolition de la monarchie et à la proclamation de la République, dont le colonel Geórgios Papadópoulos prend aussitôt la présidence.

## La junte
Les membres de la junte sont :
- Geórgios Papadópoulos, colonel au « Bureau d'études militaires »
- Stylianós Pattakós, général de brigade
- Nikolaos Makarezos, colonel, ancien attaché militaire de l'ambassade grecque à Rome
- Dimítrios Ioannídis, général

## La dictature
Pour conserver et consolider leur pouvoir, les colonels cherchent à éliminer, y compris physiquement, toute forme d’opposition et de contestation. Dès le début du coup d’État, des personnalités politiques, principalement de gauche, mais aussi des libéraux et de simples défenseurs des droits de l’Homme, sont persécutés. Nombre de militaires et de fonctionnaires sont révoqués afin de permettre aux colonels de disposer d’instruments de gouvernement idéologiquement conformes aux « principes du régime ».
Les opposants politiques sont placés en résidence surveillée, emprisonnés, déportés sur des îles désertes de l’Égée, mais aussi parfois torturés. Le Parti communiste grec (KKE) est interdit.
Des gouvernements plus ou moins fantoches se succèdent afin de laisser croire qu’une vie politique continue à exister et que le pouvoir n’est pas détenu par les seuls colonels et principalement par Papadópoulos. La dictature exalte le passé antique dans les stades par des fêtes inspirées par les péplums, tout en déclarant instaurer un ordre moral chrétien, asséné par le slogan « Grèce des Grecs chrétiens ». Les minijupes et les cheveux longs sont interdits : cela ne gêne que fort peu de Grecs, mais nuit gravement au tourisme. Malgré la censure, de nombreuses manifestations contre le régime ont lieu et l’humour populaire brocarde le côté archaïque, simpliste et grotesque du régime,.
1968 est une année difficile pour la dictature. Aléxandros Panagoúlis tente d’assassiner le colonel Papadópoulos. Il est condamné à mort. Une très forte mobilisation de l’opinion publique internationale permet d’éviter son exécution. Les obsèques de Geórgios Papandréou, décédé en résidence surveillée, sont l’occasion de grandes manifestations contre le régime. À l’étranger aussi, les Grecs en exil politique organisent des manifestations contre la dictature. En 1969, la Grèce quitte le Conseil de l'Europe, après que la Commission européenne des droits de l'Homme a constaté de graves violations. Dès 1967, l’accord d'association qui liait la Grèce à la Communauté européenne avait été suspendu.

## La fin de la dictature
La crise chypriote est fatale au régime des colonels, déjà affaibli par une forte protestation, des étudiants principalement (occupation de l'École polytechnique [Politechnion] à Exarcheia, évacuée par les chars le 17 novembre 1973 malgré l’opposition de son recteur Constantin Conophagos).
Les événements du Politechnion sont non seulement une révolte étudiante mais une révolte populaire : dans la rue se trouvaient des gens de toutes les conditions. Le 17 novembre, les dictateurs font marcher les chars sur l’université. La répression fait plus de cent morts. La crise chypriote, à l’été 1974 provoque la chute de la junte militaire grecque.
Lors du coup d’État du 15 juillet 1974, l’EOKA B, une organisation paramilitaire chypriote grecque soutenue par le chef de la dictature Dimítrios Ioannídis, renverse Mgr Makarios et tente d’instaurer une dictature à Chypre sur le modèle de celle des colonels grecs. En réaction à cette rupture du fragile équilibre qui existait entre les communautés grecque et turque, cinq jours plus tard, le 20 juillet, les troupes turques envahissent le Nord de l’île conduisant à la partition de Chypre en deux États, dont celui du nord ne fut reconnu par aucun pays du monde, excepté la Turquie.
En juillet 1974, Konstantínos Karamanlís est nommé Premier ministre d’un gouvernement d’union nationale. Malgré l’instabilité et le danger de la situation politique, il agit promptement pour relâcher la tension entre la Grèce et la Turquie qui étaient au bord de la guerre en raison de la partition de Chypre. Il lance également le processus de transition de la dictature militaire vers une démocratie pluraliste.
Pendant cette période appelée « metapolítefsi » (Μεταπολίτευση), Karamanlís légalise le Parti communiste grec (KKE). Lors des élections de 1974, Karamanlís et son nouveau parti, la Nea Dimokratia (Νέα Δημοκρατία), obtiennent une majorité écrasante au Parlement et il reste Premier ministre. Ces élections sont alors rapidement suivies par le référendum de 1974 pour une confirmation démocratique de l’abolition de la monarchie au profit de la République, puis début 1975, par l’arrestation et le procès télévisé des anciens dictateurs. Ils sont condamnés à la peine de mort pour haute trahison et mutinerie, peine commuée en prison à perpétuité. Une nouvelle constitution est rédigée la même année.
L’historien Dimitris Kousouris souligne cependant qu’« à la chute des colonels, il y a pratiquement une impunité généralisée. L’épuration de l’appareil d’État est très partielle, et à l’exception de quelques procès, la structure est restée intacte ». Des personnalités issues de la dictature rejoignent des formations de la droite républicaine, telles que le parti Nouvelle Démocratie.

## Un coup fatal au cinéma grec
Les difficultés politiques liées à la dictature puis l’arrivée de la télévision portèrent un coup presque fatal au cinéma grec. En 1968, il y eut, record absolu, 137 millions d’entrées au cinéma dans le pays (soit 15 entrées par habitant) ; 70 millions en 1973 et 39 millions en 1977. En Attique, en 1969, il y avait 347 salles de cinéma et 541 cinémas en plein air ; en 1974, il ne restait que 260 salles et 330 cinémas de plein air. Les ventes de tickets de cinéma baissèrent de 10 % sur l’ensemble du pays entre 1968 et 1971 ; surtout, elles baissèrent de 20 % à Athènes ; la chute pour les films grecs était de 30 %. Le cinéma national s’effaçait face au cinéma étranger, en fait surtout américain et italien,,. En 1974, les spectateurs n’étaient plus qu’un million et demi à fréquenter les salles de cinéma qui projetaient une quarantaine de films grecs.
À ses débuts, la télévision grecque n’émit que dans la région d’Athènes en 1966-1968. Dès ces années, la fréquentation des cinémas baissa de 5 % en moyenne tandis qu’elle continuait à progresser dans le reste du pays. Le régime des colonels favorisa le développement de la télévision et la mise en place de programmes de qualité afin de fidéliser le téléspectateur, tout en interdisant ou censurant de nombreuses œuvres, littéraires ou musicales. Dans ce but, la télévision entreprit de diffuser et rediffuser les grandes comédies du cinéma populaire des deux décennies précédentes. L’idée était de garder la population grecque chez elle et d’éviter qu’elle se réunît et discutât, aussi bien dans la salle de cinéma que dans la file d’attente,. Dans le même but, la Fédération nationale des ciné-clubs fut démantelée.